# Saïd Ben Mustapha
Saïd Ben Mustapha (arabisch سعيد بن مصطفى, DMG Saʿīd b. Muṣṭafā; * 28. Juli 1938 in Tunis; † 12. November 2024) war ein tunesischer Diplomat und Politiker, der unter anderem zwischen 1997 und 1999 Außenminister war.

## Leben
Saïd Ben Mustapha absolvierte nach dem Schulbesuch ein Studium der Wirtschaftswissenschaften sowie einen Studiengang am Genfer Hochschulinstitut für internationale Studien (IUHEI), den er mit einem Diplom beendete. 1962 trat er als Sekretär ins Außenministerium ein und wurde im Oktober 1963 zum Konsul in Bengasi ernannt und fand nach seiner Rückkehr 1967 Verwendung im Referat für Asien und den Nahen Osten im Außenministerium, wo er 1969 zum Botschaftsrat befördert wurde. 1970 wurde er Geschäftsträger der Hohen Vertretung in Libyen und 1975 Attaché im Kabinett von Außenminister Habib Chatty. Nach seiner Tätigkeit als Generalkonsul in Lyon wurde er am 5. Dezember 1979 zum Generalkonsul in Palermo ernannt. 
Ben Mustapha wurde 1981 zum Gesandten befördert und am 29. November 1982 zum Botschafter im Libanon ernannt. Er verblieb auf diesem diplomatischen Posten bis 1985 und wurde daraufhin am 17. August 1985 zum Botschafter in Jordanien berufen und behielt gleichzeitig die Akkreditierung im Libanon. Er hatte dieses Amt in Amman und Beirut bis 1988, woraufhin Mohammed Mongi Lahbib neuer Botschafter in Jordanien wurde. Am 18. Juni 1988 wurde er zum Hohen Vertreter in Libyen im Range eines Botschafters ernannt. Nach seiner Rückkehr erfolgte am 1. November 1991 seine Ernennung zum Staatssekretär im Außenministerium, wobei er als zweithöchster Beamter dieses Ministeriums für Maghreb-Angelegenheiten zuständig und damit ein enger Mitarbeiter von Außenminister Habib Ben Yahia war. Im Anschluss wurde er am 9. Mai 1997 als Nachfolger von Ahmed Friaâ Botschafter in Italien.
Am 9. Oktober 1997 kam es zu einer Umbildung des Kabinetts von Premierminister Hamed Karoui, bei der Staatspräsident Zine el-Abidine Ben Ali Ben Mustapha als Nachfolger von Abderrahim Zouari zum Außenminister (Ministre des Affaires étrangères) sowie Ali Chaouch als Nachfolger von Mohamed Ben Rejeb zum Innenminister berief. Den Posten des Außenministers bekleidete er bis zum 17. November 1997 als Staatspräsident Ben Ali Mohamed Ghannouchi zum Premierminister, Habib Ben Yahia erneut zum Außenminister, Mohamed Jegham zum Verteidigungsminister sowie Abdallah Kallel zum Innenminister ernannte. 2000 wurde er schließlich Ständiger Vertreter Tunesiens bei den Vereinten Nationen und hatte diesen diplomatischen Posten in New York City bis zu seiner Ablösung durch Noureddine Mejdoub am 20. März 2001 inne.
Für seine Verdienste wurde er zum Großoffizier des Ordens der Tunesischen Republik ernannt. Er war verheiratet und Vater von drei Kindern. Nach seinem Tode wurde er auf dem Cimetière du Djellaz, dem Hauptfriedhof von Tunis, beigesetzt.